# Ragnarsdrápa

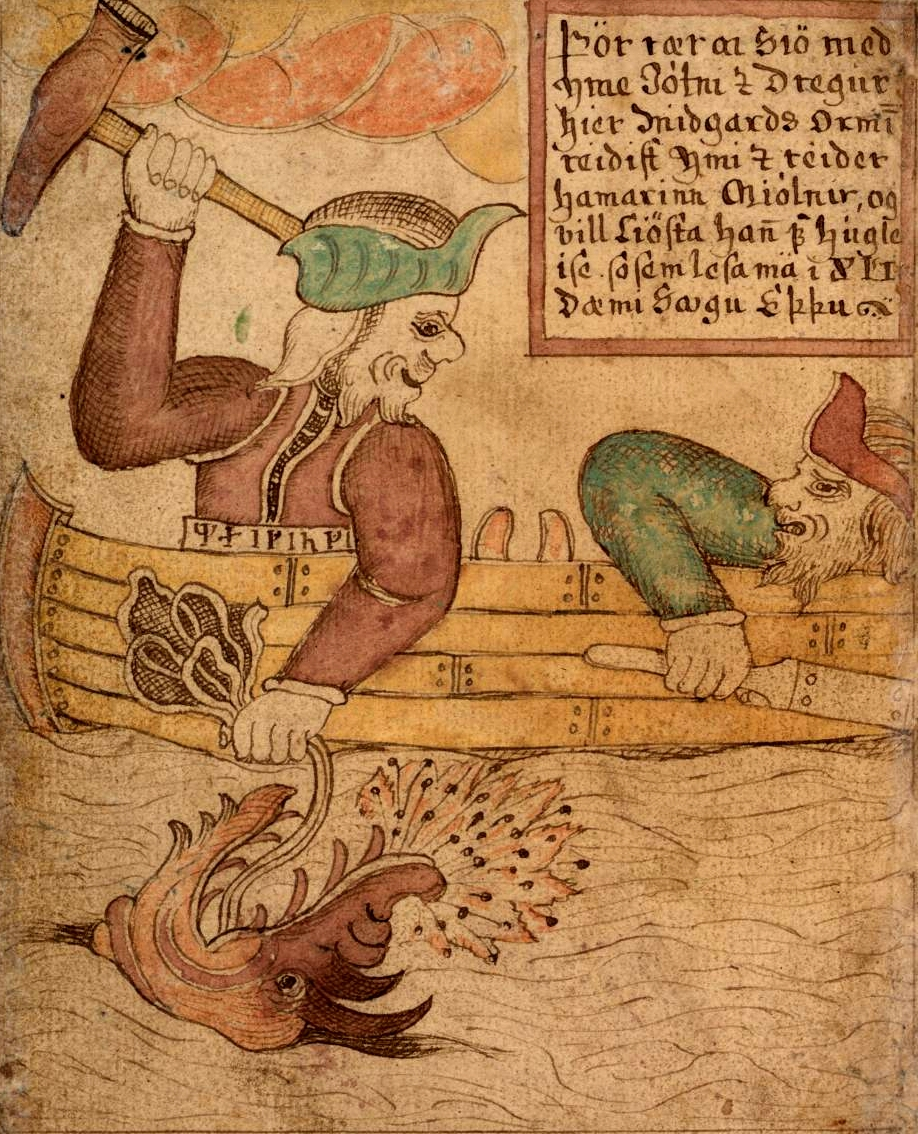
Un des épisodes de la Ragnarsdrápa montrant Thor combattant le serpent Jörmungand aidé de son marteau Mjöllnir. Manuscrit islandais de l'institut Árni Magnússon.

La Ragnarsdrápa (« le poème de Ragnar » en vieux norrois) est un poème scaldique attribué au Norvégien Bragi Boddason l'Ancien. Composé en l'honneur du roi légendaire danois Ragnar Lodbrók, il décrit les scènes mythologiques et légendaires représentées sur un bouclier que le roi aurait offert au poète. Dans la mesure où Bragi est le plus ancien scalde connu (il a vécu au IXe siècle), la Ragnarsdrápa constitue l'une des sources littéraires les plus anciennes de la mythologie nordique.
Vingt strophes ou demi-strophes ont été conservées, principalement grâce à Snorri Sturluson qui les cite dans son Edda. Elles évoquent :
- la bataille des Hjadningar, combat sans fin provoqué par l'enlèvement de Hild, fille de Hedin, par Högni (strophes 3 à 7, citées dans le Skáldskaparmál, 50) ;

- la mort des fils de Gudrún, Sörli et Hamdir, lorsqu'ils tentèrent de se venger de Jörmunrekk (strophes 8 à 12, citées dans le Skáldskaparmál, 43) ;

- la façon dont les bœufs de Gefjon arrachèrent un morceau de territoire au royaume de Gylfi (strophes 13, citée dans la Gylfaginning, 1) ;

- la pêche de Thor, c'est-à-dire le combat du dieu contre le serpent de Midgard lors de son voyage chez le géant Hymir (strophes 14 à 19, citées dans le Skáldskaparmál, 2, 4, 42, 61).

Parmi les strophes restantes, les deux premières constituent une introduction (Skáldskaparmál, 49). La première est adressée à Hrafnketil, peut-être l'homme chargé d'apporter le bouclier à Bragi de la part du roi, la seconde au « renommé fils de Sigurd [Hring] », c'est-à-dire à Ragnar lui-même.
La dernière strophe évoque l'épisode des yeux du géant Thjazi lancés au ciel (Skáldskaparmál, 23).